# قستورية
قستورية أو كستورية أو كسرية (باليونانية: Καστοριά)، (بالإنجليزية:Kastoria)، (بالمقدونية: Kostur) هي مدينة يونانية تقع في شمال البلاد ضمن منطقة مقدونيا الغربية الإدارية، وهي مركز إحدى مقاطعاتها والتي تحمل نفس اسم المدينة.

## الموقع، التسمية والسكان
تقع المدينة على برزخ ممتد ضمن بحيرة قستورية والتي تعرف أيضاً ببحيرة أوريستياذا، وذلك ضمن وادي محاط بجبال كلسية، يبلغ ارتفاع المدينة عن مستوى سطح البحر 700 متر، وتبعد عن الحدود الألبانية مسافة 24 كيلومتر.
تعود تسمية المدينة باللغة اليونانية إلى لفظ (كستوراس) (Kastoras) والذي يعني القندس، هناك نظريات أخرى ترجع اسم المدينة إلى اللاتينية بمعنى مشتق عن (كستروم) والذي يعني (قلعة)، أو حتى إلى البطل الأسطوري كاستور.

## التاريخ
يعتقد أن مستوطنة كيليترون (Keletron) القديمة كانت تحتل موقع التلة المطلة على المدينة في الفترة الكلاسيكية، احتل الرومان هذه المستوطنة عام 200 ق.م. حيث انتقلت المستوطنة إلى موقع مدينة قستورية الحالي وأصبحت تعرف باسم (جوستينيانوبوليس) (Justinianopolis) واستمر ذلك خلال الفترة البيزنطية.
ثم أصبحت المدينة تعرف باسم قستورية بعد ذلك بسبب وجود القنادس في البحيرة، سيطر عليها البلغار بين عامي (990-1018) م.، وخلال الحروب الصليبية احتلها الإنكليزي روبرت جيسكارد مع 300 من جنوده.
خلال القرن الثاني عشر كانت المدينة محلاً للخلاف بين إمارة إبيروس البيزنطية وأباطرة نيقية البيزنطيين.

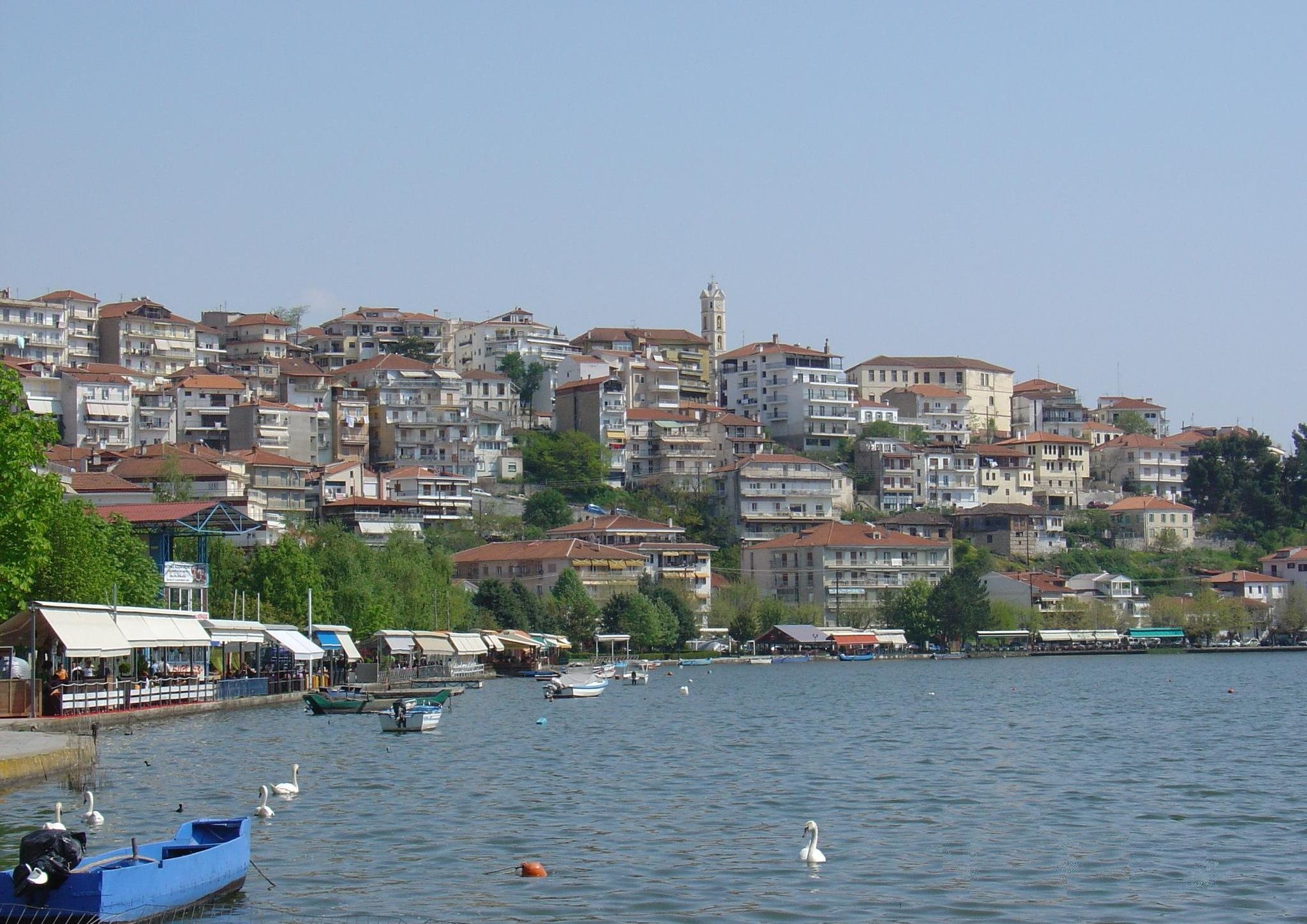
قستورية، منظر لساحل المدينة

ازدهرت المدينة تحت حكم الصرب بين عامي (1331-1380) م. ثم حيث دخلها الألبان لفترة وجيزة، وبعد ذلك استولى عليها العثمانيون عام 1385 م. واستمر ذلك حتى حرب البلقان الأولى عام 1912 م. حيث ازدهرت المدينة كمركز لصناعة الفراء، وكمركز تجاري بين القسطنطينية والبندقية حيث كان يوجد فيها جالية من التجار اليهود.

## المعالم الأساسية
- بعض التحصينات البيزنطية والتي تدعى محلياً (سور جوستينيان) توجد بالقرب من مركز المدينة.
- حي كارياكي (Kariaki): ويقع على الشاطئ الجنوبي للبرزخ، وهو حي تاريخي بقي محافظاً على طابعه المعماري الكاستوري يحتوي على العديد من البيوت الكبيرة المسماة (أرخونديكا)(archontika) التي تميز فترة ازدهار المدينة كمركز لصناعة الفرو.
- كنائس قستورية: من أصل 72 كنيسة أصلية بقي هناك في المدينة 54 كنيسة، سبع منها تعود للفترة البيزنطية، وثلاثين للقرون الوسطى المتأخرة. أهمها – باناغيا كوبيليذيكي (Panaghia Koubelidhiki) وتعود للقرن الحادي عشر، أغيوس أثاناسيوس (Agios Athanasios) وتعود للقرن الرابع عشر، أغيوس ستيفانوس (Agios Stefanos) وتوجد فيها لوحات جدارية تعود للقرن العاشر.
- المتحف البيزنطي: يحتوي على مجموعة كبيرة من الأيقونات البيزنطية المجموعة من كنائس المدينة الكثيرة.
- بحيرة قستورية: وهي بحيرة بطول 7 كيلومتر وعرض 5 كيلومتر، تقع المدينة على امتداد صخري ضمن البحيرة، تتجمد البحيرة في فصل الشتاء، يوجد على شاطئها الجنوبي دلائل على مساكن ما قبل تاريخية.

## متفرقات
- وقعت بالقرب من المدينة آخر معركة في الحرب الأهلية اليونانية، وذلك في جبل غراموس.
- ما زالت المدينة تشتهر بصناعة الفراء على الرغم من انقراض حيوان القندس من المنطقة، ويعقد فيها كل عام معرضاً دولياً للفراء.
- نادي كرة قدم المدينة يدعى قستورية أف سي، ويلعب حالياً في دوري الدرجة الثانية اليوناني.